# Àcid treonucleic
Àcid treonucleic (en anglès:Threose nucleic acid, abreujat TNA) és un polímer similar a l'ADN o ARN però diferenciant-se per la composició de la seva columna. No es coneix que el TNA ocorri de manera natural.
En lloc de la desoxiribosa i ribosa de l'ADN i ARN respectivament, la columna de TNA està composta per la repetició d'unitats de treosa enllaçades per fosfodièsters. La molècula de treosa és un possible precursor de l'ARN.
Cadenes híbrides d'ADN-TNA s'han fet en laboratori fent servir la polimerasa d'ADN.